# Renault Talisman (concept-car)
Pour les articles homonymes, voir Talisman (homonymie) et Renault Talisman.
Le Renault Talisman est un concept-car Renault présenté au Salon automobile de Francfort en septembre 2001.
C'est un coupé GT avec 2 portes papillons et qui dispose d'un moteur V8 de 4L de cylindrée provenant de l'allié de Renault, Nissan. Son nom de code est Z12. Ses flancs ont inspiré ceux de la Mégane II Coupé[réf. souhaitée].